# Hyles vespertilio

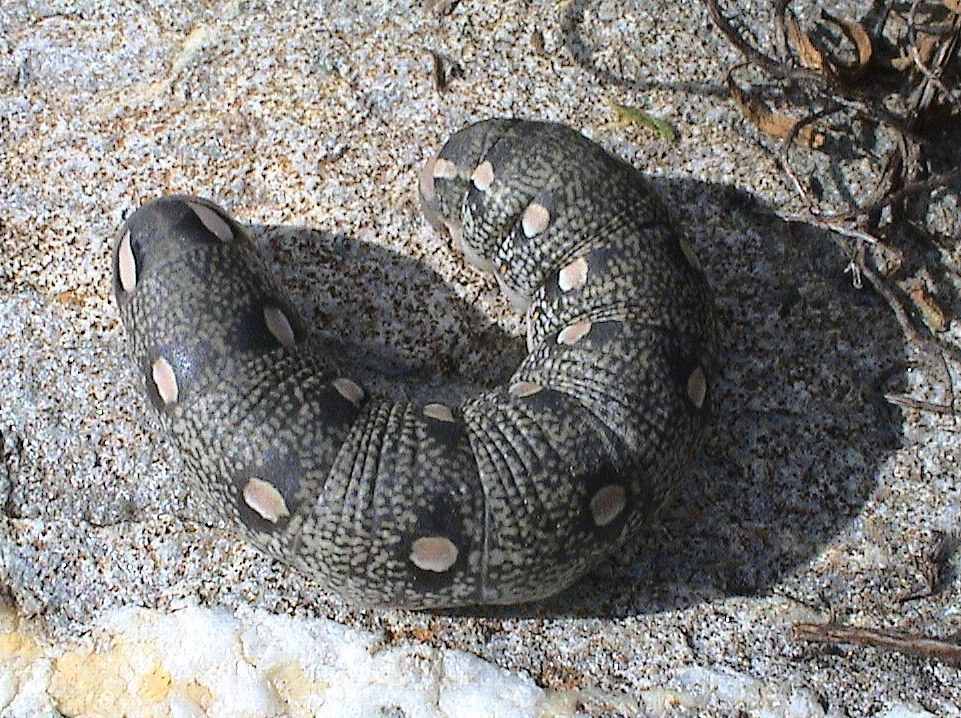
Eruga

Hyles vespertilio és una espècie de lepidòpter ditrisi de la família dels esfíngids (Sphingidae).
S'estén per l'est de França, Suïssa, nord d'Itàlia, sud d'Alemanya (on es creu extingida), Àustria, República Txeca, sud de Polònia, nord d'Hongria, l'antiga Iugoslàvia, nord de Grècia, oest de Bulgària, Turquia i Líban (on persisteix una població aïllada a les muntanyes).
L'eruga s'alimenta de principalment del gènere Epilobium, en especial de Epilobium dodonaei, encara que també accepta Oenothera o Galium.